# Терновий Яр
Терно́вий Яр (до 2024 року — Червоний Яр) — село в Україні, у Березнегуватській селищній громаді Баштанського району Миколаївської області. Населення становить 288 осіб.

## Назва
19 вересня 2024 року Верховна Рада підтримала перейменування села Червоний Яр на Терновий Яр. 26 вересня 2024 року перейменування набуло чинності.